# Pancovia bijuga
Pancovia bijuga är en kinesträdsväxtart som beskrevs av Carl Ludwig von Willdenow. Pancovia bijuga ingår i släktet Pancovia och familjen kinesträdsväxter. Inga underarter finns listade i Catalogue of Life.